# Pěst na oko
Pěst na oko aneb Caesarovo finále – příběh o divadle na divadle o devatenácti obrazech je 27. divadelní hra autorů Jana Wericha a Jiřího Voskovce v Osvobozeném divadle. 
V+W jako by tušili že se nad nimi zatahují těžká mračna, symbolicky věnovali tuto hru veteránům OD: Ciniburgovi, Černému, Černé, Filipovskému, Honzlovi, Ježkovi, Machovovi, Petrovičové, Rubínové, Steklému, Záhorskému a všem kamarádům z Osvobozeného divadla.
Premiéra této hry byla 8. dubna 1938 v režii Jindřicha Honzla, hudba Jaroslav Ježek, balet Saša Machov, výprava a kostýmy František Muzika

## Historie
Hra složená z mnoha motivů: od trojského koně, přes Michelangela, Kolumbovo objevení Ameriky, pád Rakousko-Uherska až po Caesarovu smrt. Ve hře byl původně ještě jeden skeč o Archimedovi a jeho sporu s římským vojákem, ale když jej přinesli do zkoušky, upozornil je režisér Honzl, že na toto téma už něco napsal Karel Čapek. Proto tento skeč nebyl nikdy v Osvobozeném divadle provozován.
Werich vzpomíná, že už při psaní této hry věděli, že je to jejich hra poslední a skutečně to hrou poslední bylo. Nastudovali ještě sice hru Hlava proti Mihuli, ale na generálce jim Ministerstvo vnitra odebralo koncesi a k premiéře nedošlo. Pěst na oko brojila proti imperialistické válce, jejíž příchod už visel ve vzduchu, odsuzovala defaitistické smiřování našich agrárníků s henleinovci, zesměšňoval se přízrak diktátora a odhalovalo se středověké barbarství v Hagenkreuzlerských metodách, posilovala se vůle národa bránit svou pravdu a hájit ji proti každému ohrožování v jednotné frontě všeho pokrokového lidu. Na obálce programu byla socha Davida, polozakrytá plynovou maskou, jako varování nadcházejícího válečného běsnění. Protože to byla hra poslední, zůstala hra politickým i uměleckým odkazem Osvobozeného divadla: nepřestávat milovat člověka a život, bojovat za jeho štěstí a pravdu, sdružovat lidi dobré vůle a uchovávat si převahu ducha v optimistickém smíchu.

## Osoby a premiérové obsazení
OSOBY PRVNÍHO OBRAZU
| Ředitel divadla, v roli Caesara               | J. Voskovec    |
| Jarmila, v roli Calpurnie                     | J. Švabíková   |
| Dionýsos, soudní vykonavatel nebo Bůh divadla | J. Werich      |
| První legionář                                | B. Frankl      |
| Druhý legionář                                | K. Šlajs       |
| Třetí legionář                                | J. Novotný     |
| Slečna pokladní                               | V. Petrovičová |

OSOBY HRY

| První dragoun řecké armády | R. Hrušínský   |
| Druhý dragoun řecké armády | F. Filipovský  |
| První trojanka             | H. Honzíková   |
| Druhá trojanka             | V. Petrovičová |
| Třetí trojanka             | J. Švabíková   |
| Čtvrtá trojanka            | J. Černá       |
| Pátá trojanka              | Z. Rubínová    |
| Šestá trojanka             | T. Pexová      |
| Sedmá trojanka             | H. Nikodémová  |
| Osmá trojanka              | J. Plichtová   |
| Devátá trojanka            | E. Velínská    |
| Odysseus, král ithacký     | B. Záhorský    |
| Epeios                     | K. Máj         |
| První pěšák řecké armády   | J. Voskovec    |
| Druhý pěšák řecké armády   | J. Werich      |

| Kat                     | B. Prček      |
| Michelangelo Buonarroti | V. Šmeral     |
| Hodnostář               | F. Černý      |
| Šplhoun                 | S. Machov     |
| Snob                    | F. Filipovský |
| První kameník           | R. Hrušínský  |
| Druhý kameník           | F. Filipovský |

| Klára, žena námořníkova         | J. Švabíková  |
| Isabela, žena námořníkova       | H. Honzíková  |
| První lodník Kolumbovy posádky  | B. Záhorský   |
| Druhý lodník Kolumbovy posádky  | R. Hrušínský  |
| Třetí lodník Kolumbovy posádky  | K. Máj        |
| Čtvrtý lodník Kolumbovy posádky | B. Frankl     |
| Lodní kuchař                    | F. Černý      |
| Kryštof Kolumbus                | F. Filipovský |
| První vystěhovalec              | J. Voskovec   |
| Druhý vystěhovalec              | J. Werich     |

| Václav Čehona, mistodržící rada     | R. Hrušínský |
| milostiová paní Čehonová, jeho choť | H. Honzíková |
| Anežka, služebná                    | J. Švabíková |
| Voják                               | K. Šlajs     |
| Major                               | B. Frankl    |

| Cornelius Tlama               | F. Filipovský |
| Veterán                       | F. Černý      |
| Primus Primissimus, gladiátor | K. Máj        |
| Lazar Lazarovič, gladiátor    | B. Prček      |
| Marcus Antonius               | B. Záhorský   |
| Julius Caesar                 | V. Šmeral     |
| Občan římský                  | S. Machov     |
| Reportér                      | K. Šlajs      |
| Bulva, hostinský              | J. Voskovec   |
| Papulus, rybář                | J. Werich     |
| Bulvová, hostinského žena     | J. Švabíková  |
| Papulová, rybářova žena       | H. Honzíková  |
| Centurio                      | R. Hrušínský  |
| Vojín                         | B. Frankl     |
| Venkovan                      | M. Svoboda    |
| Harlekýn, Valčíkový tanečník  | S. Machov     |

Apatykáři, Řecké vojsko před Trojou, pražský lid 28. října 1918, praetoriáni, římští legionáři, venkované
Děje se na jevišti Osvobozeného divadla
Verše pro 8. obraz napsal Jaroslav Seifert, Shakespearovy verše z Julia Caesara jsou použity z překladu Bohumila Štěpánka.
Hra začíná scénou z Julia Caesara, kterého hraje ředitel divadla. Představení přeruší exekutor Dionýsos v hledišti, který přišel cokoliv zabavit, aby uhradil divadelní dluh. Herci ho ale vtáhnou do děje a začnou improvizovat divadelní příběhy z pohledu obyčejných lidí, obrací kulisy na ruby. První příběh je o Trojském koni. Pěšáci jsou přehlíženi trojskými děvčaty, protože ty dávají přednost dragounům. Aby tedy nějaké ženy nalákaly, stlučou z prken dřevěného koně. Trójanky jsou zvědavé a chtějí se v koni projet, jenomže Odysseus zavelí k odjezdu. To hatí jejich plánová rande, ale nakonec se zjistí, že odplout se nedá, protože kůň je postaven ze dřeva z lodí, které se tím pádem potápí. Na svou obhajobu navrhují Odysseovi se ukrýt v koni a lstivě Troju porazit. To ovšem Oddyseus odmítá, že na takovou blbost nikdy nepřistoupí a pěšáky nechá popravit.
Druhý příběh je o Michelangelovi zrovna v době, kdy dokončuje sochu Davida, kterého mu přichází schválit komise z města. Snob, hodnostář a šplhoun rozhodují o něčem, čemu vůbec nerozumí. Sochu kritizují, a nejvíc jim vadí Davidův velký nos. Michellangelo předstírá, že nos upravuje podle jejich rad a všichni jsou spokojeni. Třetí příběh zastihuje Kolumba, který čelí vzpouře na lodi. Námořníci se plaví už dlouho a chtějí se vrátit domů. Nikdo ovšem netuší, že má na lodi dva černé pasažéry. Přichází bouře, pasažéři uvážou kormidlo a to je shodou šťastných okolností přivede k pevnině. Čtvrtý příběh je z 28. října 1918 a odehrává se v Praze během pád Rakousko-Uherska. Nedopatřením se stane občan Čehona osobu pražského povstání. Závěr hry patří Caesarově smrti. Papulus a Bulva se octnou v amfiteátru, kde mají na Caesarovu počest bojovat. Omylem porazí všechny soupeře a dostanou se do finále, ale raději než bojovat proti sobě tak utečou. Mezi tím Caesara zabodli v senátu a turnaj gladiátorů se zrušil. Jenomže mrtvý Caesar je jenom dvojník, zatímco skutečný vládce Říma žije.

## Hudba ze hry
Písně ze hry: Komedianti jedou, Trojský kůň, balet Pastorále kameníků, balet Napolitana hodnostářů, balet Manželky a Harlekýn, Lodnická, Kolumbovo vejce, Píseň o Čehonovi, Záleží na nás.

### Nahrávky
Některé písně a orchestrální skladby byly v dubnu 1938 zaznamenány na gramofonové desky firmy Ultraphon:
1. Lodnická, Jaroslav Ježek / Voskovec a Werich, zpívá František Černý a sbor, dirigent Marco Baben
2. Spring on Broadway, Jaroslav Ježek, orchestrální skladba, dirigent Marco Baben
3. Kolumbovo vejce, Jaroslav Ježek / Voskovec a Werich, zpívají V+W, dirigent Marco Baben
4. Happy Go Lucky, Jaroslav Ježek, orchestrální skladba, dirigent Marco Baben
5. Trojský kůň, Jaroslav Ježek / Voskovec a Werich, zpívají V+W, dirigent Marco Baben
6. Jarní vítr, Jaroslav Ježek, orchestrální skladba, dirigent Marco Baben
7. Záleží na nás, Jaroslav Ježek / Voskovec a Werich, zpívají V+W, dirigent Marco Baben[1]